# Roquetes (Tarragona)
Roquetes – gmina w Hiszpanii, w prowincji Tarragona, w Katalonii, o powierzchni 137,23 km². W 2011 roku gmina liczyła 8333 mieszkańców.